# Woodboro
Woodboro – miasto w Stanach Zjednoczonych, w stanie Wisconsin, w hrabstwie Oneida.